# 所羅門群島國家奧林匹克委員會
所羅門群島國家奧林匹克委員會（National Olympic Committee of Solomon Islands）是所羅門群島的國家奧林匹克委員會。該組織成立於1983年。翌年，首次派員參加在美國阿特蘭大舉辦的夏季奧運會。
現時，所羅門群島國家奧林匹克委員會的總部設在霍尼亞拉，主席是Mr Naoyuki Fujiyama。 

## 資料來源
1. ↑  .   [2014-03-18]. （原始内容存档于2009-02-20）.